# Metapenaeus eboracensis
Metapenaeus eboracensis is een tienpotigensoort uit de familie van de Penaeidae. De wetenschappelijke naam van de soort is voor het eerst geldig gepubliceerd in 1957 door Dall.